# クロアチアのサッカー選手一覧
クロアチアのサッカー選手一覧（クロアチアのサッカーせんしゅいちらん）は、クロアチア出身のサッカー選手の一覧である。Category:クロアチアのサッカー選手も参照。
この項目はCategoryではないので、記事の無い選手については赤リンクや仮リンク、簡単な説明の併記なども可能。

## FW (フォワード)
- ドラジャン・イェルコヴィッチ
- ダヴォール・シューケル
- ゴラン・ヴラオヴィッチ
- アレン・ボクシッチ
- ミラン・ラパイッチ
- マリオ・スタニッチ
- トミスラフ・マリッチ
- エドゥアルド・ダ・シルバ
- ムラデン・ペトリッチ
- ボシュコ・バラバン
- イヴィツァ・オリッチ
- イヴァン・クラスニッチ
- ダド・プルショ
- イバン・ボスニャク
- アンテ・ルカヴィナ
- ニーノ・ブーレ
- トミスラフ・エルツェッグ
- ズラトコ・クラニチャール
- イゴール・ツビタノヴィッチ
- イゴール・ブダン
- ミルコ・クロコップ
- サシャ・ビェラノヴィッチ
- マテ・ビリッチ
- スルジャン・ラキッチ
- サミール
- ダリオ・ツヴィタニッチ
- アンテ・ヴクシッチ
- ニコラ・カリニッチ
- ドゥイェ・チョプ
- マルコ・ピアツァ
- マリオ・マンジュキッチ
- スティペ・ペリツァ
- アンテ・ブディミル
- アンドレイ・クラマリッチ
- ダヴォル・ロヴレン
- アンテ・レビッチ
- マリン・ヤコリシュ
- マテイ・イェリッチ
- クレシミール・コヴァチェヴィッチ
- イヴァン・サンティニ
- マリオ・イェラヴィッチ
- ニキツァ・イェラヴィッチ
- サンディ・クリジュマン
- マルコ・リヴァヤ
- ロベルト・ムリッチ
- マルコ・ブレカロ
- イヴァン・ペシッチ
- ニコラ・ヴラシッチ
- アントン・マグリツァ
- ミスラフ・オルシッチ
- マリオ・ブディミル
- イヴァン・クルスタノヴィッチ
- ヤコブ・プルジッチ
- マルコ・コラル
- ミルコ・マリッチ
- ブルーノ・ペトコヴィッチ
- アントニオ・チョラク
- サンドロ・クレノヴィッチ
- マトコ・バビッチ
- ブルーノ・ボゴイェヴィッチ
- アンドリヤ・フィリポヴィッチ

## MF (ミッドフィールダー)
- ニコ・クラニチャール
- ロベルト・プロシネチキ
- ミラン・ラパイッチ
- ズボニミール・ボバン
- ゾラン・マミッチ
- イヴァン・レコ
- ロベルト・ヤルニ
- アリョーシャ・アサノビッチ
- イゴール・ビシュチャン
- イェルコ・レコ
- ニコ・コヴァチ
- ルカ・モドリッチ
- ダニエル・プラニッチ
- ユリツァ・ヴラニェシュ
- イヴァン・ユリッチ
- マルコ・バビッチ
- ブランコ・フチカ
- ムラデン・ムラデノビッチ
- ヴィエッコスラブ・スクリーニャ
- ゴーラン・ルビル
- フルヴォイェ・チュスティッチ
- オグニェン・ヴコイェヴィッチ
- トミスラフ・ドゥイモヴィッチ
- スティッペ・プラジバット
- マテオ・コヴァチッチ
- イヴァン・ラキティッチ
- アンテ・チョリッチ
- マルコ・ログ
- アンドリヤ・バリッチ
- マリオ・パシャリッチ
- マルセロ・ブロゾヴィッチ
- イヴァン・ペリシッチ
- マルコ・パヤチ
- アレン・ハリロヴィッチ
- フィリプ・ブラダリッチ
- ミラン・バデリ
- ヨシプ・ブレカロ
- トマ・バシッチ
- フランコ・アンドリヤシェヴィッチ
- マリオ・ティチノヴィッチ
- イヴァン・フィオリッチ
- カルロ・ルリッチ
- ミハエル・ミキッチ
- ニコラ・ヤンボル
- ヨシプ・ヴコヴィッチ
- フィリプ・クロヴィノヴィッチ
- ヨシプ・ミシッチ
- アントニオ・ヤコリシュ
- ダミアン・ジョコヴィッチ
- マテ・マレシュ
- フィリプ・ムルズリャク
- トミスラフ・ゴメルト
- イヴァン・パウレヴィッチ
- クリスティアン・ビストロヴィッチ
- ダニイェル・ミシュキッチ
- マルコ・バシッチ
- ペタル・ブルレク
- ヨシプ・ラドシェヴィッチ
- ドマゴイ・アントリッチ
- ルカ・イヴァンシッツ
- ニコラ・モロ
- ロヴロ・マイェル
- ボヤン・クネジェヴィッチ
- イヴァン・シュニッチ
- ペタル・ボッカイ
- フラン・トゥドール
- アンテ・ログリッチ
- ルカ・ツァパン
- ドマゴイ・パヴィチッチ
- ディーノ・シュペハル
- ダミル・クレイラフ

## DF (ディフェンダー)
- スラベン・ビリッチ
- ズヴォニミル・ソルド
- ダリオ・シミッチ
- アンソニー・セリッチ
- ゴラン・サブリッチ
- ロベルト・コヴァチ
- マルコ・バビッチ
- フルヴォイェ・ベイッチ
- フルヴォイェ・チャレ
- ヨシプ・シムニッチ
- イゴール・トゥドール
- ステイェパン・トマス
- マリオ・トキッチ
- マリヤン・ブリャト
- ジョシップ・バリシッチ
- アンドレイ・パナディッチ
- ダリオ・ダバツ
- ゴラン・ユーリッチ
- イヴァン・ラデリッチ
- マヌエル・パミッチ
- ダリオ・クネジェヴィッチ
- ディノ・ドルピッチ
- イヴィツァ・クリジャナツ
- アントニ・シェリッチ
- デヤン・ロヴレン
- ヴェドラン・チョルルカ
- イヴァン・ストリニッチ
- フルヴォイェ・ミリッチ
- ロレンツォ・シミッチ
- ダリヨ・スルナ
- シメ・ヴルサリコ
- ルカ・ボグダン
- マルティン・エルリッチ
- アントン・クレシッチ
- ヨゾ・スタニッチ
- ボルナ・ソサ
- ティン・イェドヴァイ
- ヨシプ・エレズ
- マリオ・マロツァ
- ドゥイェ・チャレタ＝ツァル
- マテオ・パヴロヴィッチ
- マテオ・バラッチ
- マリン・ポングラチッチ
- ロコ・ミシュロフ
- イヴァン・リュビッチ
- クリスティアン・イリッチ
- マテイ・ミトロヴィッチ
- ヤコブ・フィリポヴィッチ
- アントニオ・ミリッチ
- ゴラン・ミロヴィッチ
- イヴァン・トメチャク
- ニコラ・ジジッチ
- アンドレイ・ルキッチ
- マテイ・ヨニッチ
- ニノ・ガロヴィッチ
- マト・ミロシュ
- トニ・ボレヴコヴィッチ
- ブラニミール・カライツァ
- イヴァン・ズグラブリッチ
- レナト・ケリッチ
- ドミニク・グラヴィナ
- フィリップ・ウレモヴィッチ
- シルヴィイェ・ベギッチ
- ゾラン・ニジッチ
- フィリプ・ベンコヴィッチ
- ニコラ・カティッチ
- ボルナ・バリシッチ
- ドマゴイ・ヴィダ
- ヨシプ・ピヴァリッチ
- フラニョ・プルチェ
- ゴルドン・シルデンフェルト
- マルコ・レシュコヴィッチ
- カルロ・バルトレツ
- ディノ・ミカノヴィッチ
- ペタル・ボサニッチ
- ドマゴイ・ブラダリッチ
- ペタル・マミッチ
- フラン・カラチッチ
- ディノ・ペリッチ

## GK (ゴールキーパー)
- スティペ・プレティコサ
- ベドラン・ルニエ
- マリン・スケンデル
- ヨセフ・ディドゥリカ
- トミスラフ・ブティナ
- ダニエル・スバシッチ
- イヴァン・ケラヴァ
- ダニエル・ザコラツ
- アドリアン・センペール
- ファビアン・ブンティッチ
- ドミニク・コタルスキー
- オリヴェル・ゼレニカ
- カルロ・レティツァ
- ロヴレ・カリニッチ
- イヴァン・ヴァルギッチ
- ドミニク・リヴァコヴィッチ
- シモン・スルガ
- ヨシプ・ポサヴェツ
- マテイ・デラッチ
- イボ・グルビッチ
- イヴァン・ネヴェスティッチ
- イヴァン・ブルキッチ
- ディンコ・ホルカシュ